# Vache allaitante

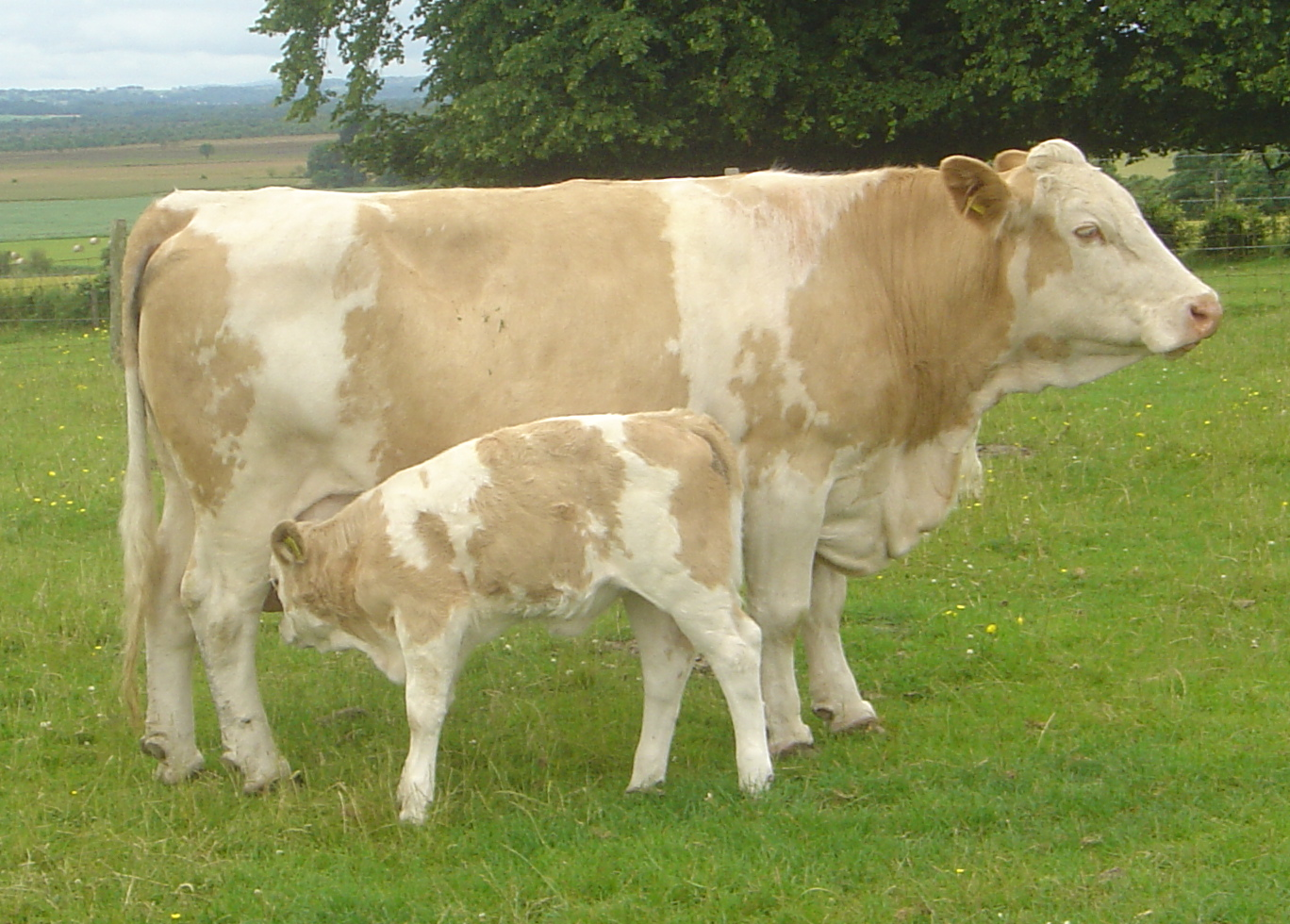
Vache allaitante

La vache allaitante est une vache de race à viande ou mixte (lait et viande) destinée à l'élevage de veaux pour la production de viande. Ces vaches ne sont pas soumises à la traite, elles allaitent leurs veaux. Une fois leur vie de vache allaitante achevée, elles sont engraissées et vendues sous le nom de vache de réforme avant d'être envoyées à l'abattoir.

## Description
Les produits issus des éleveurs allaitants peuvent être variés :
- en système naisseur : broutards pour l'export en Italie, vaches de réformes
- en système naisseur-engraisseur : filière Le Veau d'Aveyron & du Ségala, veau sous la mère, génisse de boucherie, taurillons, vaches de réformes.

Les races à viande utilisées en élevage allaitant sont principalement la charolaise, la limousine et la blonde d'Aquitaine.
Des races rustiques comme la Salers, l'Aubrac ou la Gasconne sont souvent utilisées en croisement avec un taureau Charolais pour avoir des veaux plus conformés, avec des mères qui ont une bonne rusticité (résistance aux climats difficiles, bon aplomb pour la marche en montagne, bonne production de lait...). 
Les races mixtes sont souvent croisées avec des taureaux "viandeux" pour faire des veaux sous la mère.

## Cheptel français
La France comptait 19,3 millions de têtes de bovins en 2017, dont 4,1 millions de vaches allaitantes.  
De 1985 à 2011, le nombre de vaches allaitantes a augmenté, passant de 3 339 000 têtes à 4 108 000 têtes (soit +23% en 26 ans). 
Entre janvier 2016 et août 2020, le cheptel hexagonal de vaches allaitantes a perdu 250 000 têtes, soit 6,2 % de l'effectif.  
Dans le même temps le nombre de vaches laitières est passé de 6 538 000 têtes à 3 678 000 (soit -44%).
C'est après fin 2003 que le nombre de vaches allaitantes a dépassé le nombre de vaches laitières en France.
Répartition des laitières et allaitantes par ancienne-région : fort nombre de têtes de vaches allaitantes en Pays de la Loire, ainsi que dans la diagonale ex-Bourgogne, ex-Massif-Central et ex-Midi-Pyrénées. 

## Listes des races allaitantes en France

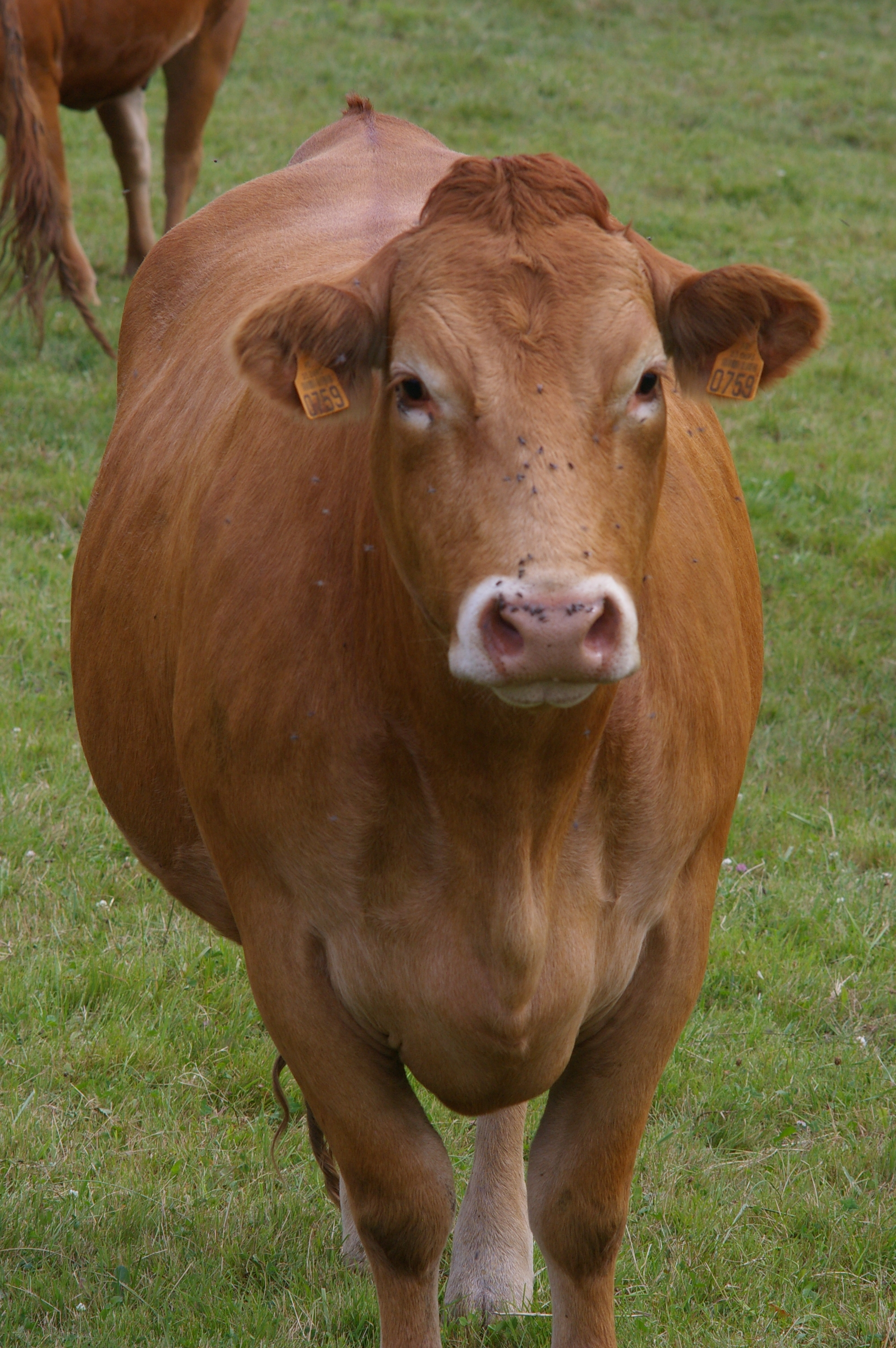
Génisse limousine

## Listes des races allaitantes en France[6]
- Aubrac
- Armoricaine
- Bazadaise
- Blanc bleu
- Béarnaise
- Blonde d'Aquitaine
- Bordelaise
- Charolaise
- Corse
- CréoleGénisse limousine
- Ferrandaise
- Gasconne des Pyrénées
- Hereford
- Hérens
- Highland Cattle
- INRA 95
- Limousine
- Lourdaise
- Maraichine
- Mirandaise ou Gasconne aréolée
- Nantaise
- Parthenaise
- Rouge des prés
- Salers
- Saosnoise
- Taureau de Camargue
- Villard-de-Lans